# عینک دودی
عینک دودی فیلمی به کارگردانی محمدحسین لطیفی و نویسندگی اصغر عبداللهی محصول سال ۱۳۷۸ است.

## خلاصه داستان
مینا و سینا زوج مرفهی هستند که اکنون تصمیم به جدایی گرفته‌اند. مینا که نویسنده است و اخیراً مقاله ای دربارهٔ حقوق زنان نوشته‌است، به دوستانش می‌گوید که به زودی به آزادی دست پیدا خواهد کرد. مادر مینا و برخی از دوستانش با جدایی او از شوهرش مخالف هستند اما به رغم همه پندها و اندرزها، او و شوهرش راهی محضر می‌شوند. در محضر، مینا با دختر جوانی که هم نام اوست آشنا می‌شود که نمی‌خواهد با مرد جوانی به نام ناصر که پدرش برای او انتخاب کرده ازدواج کند. دختر جوان در دستشویی محضر تصمیم می‌گیرد با تیغ خود را بکشد اما مینا سرمی رسد و از پلکان اضطراری ساختمان او را فراری می‌دهد. از طرفی، ناصر و پدر دختر در حالی که سینا را گروگان گرفته‌اند با اتومبیل به تعقیب آنها می‌پردازند. مینا از طریق تلفن همراهش با دوستش میترا مهدوی که وکیل است تماس می‌گیرد و از او کمک می‌خواهد و زمانی که می‌خواهد به دفتر وکالت میترا برود درمی یابد که شوهرش همراه با ناصر و پدر دختر در دفتر میترا هستند؛ بنابراین همراه با دختر جوان بار دیگر از چنگ آنها می‌گریزد. میترا تلفنی به مینا می‌گوید که به خانه خاله او بروند. پس از مدتی او و سه تن دیگر از دوستان مینا به جمع آنها می‌پیوندند؛ ضمن آنکه دختر جوان را تشویق می‌کنند تا با استفاده از وکالت میترا، به ماجرای ازدواج اجباری اش پایان دهد. ناصر که همچنان سینا را در گروی خود دارد، به جستجو برای بازگرداندن همسر آینده‌اش ادامه می‌دهد. پس از تعقیب و گریزهای مکرر، سرانجام ناصر و همسر آینده اش درمی یابند که یکدیگر را دوست دارند. مینا و سینا نیز در کنار هم بودن را به جدایی ترجیح می‌دهند، هرچند جر و بحث‌هایشان تمامی ندارد.

## بازیگران
فهرست بازیگران این فیلم عبارتنداز:
- ایرج طهماسب
- فاطمه معتمدآریا
- حسن شکوهی
- فقیهه سلطانی
- پانته‌آ بهرام
- عزیزالله هنرآموز
- جمیله شیخی
- توران مهرزاد
- سعید پیردوست
- مریم شفاهی
- آتوسا قریشی
- حسن نانگلی
- علی اصغر حیدری
- وجیهه لقمانی
- لیلا عباسی
- حبیب ثامنیه
- عباس مدیر
- ناصر سعیدی
- مهدی معصومی
- محمد مقدسی
- علی خدارحمی
- محمد حاج‌حسینی